# Hero of the Day
Hero of the Day – singel amerykańskiego zespołu Metallica zamieszczony na albumie Load w 1996 roku.
Utwór znalazł się na 6. pozycji na krążku. Trwa 4 minuty i 22 sekundy, jego kompozytorami są James Hetfield, Lars Ulrich i Kirk Hammett. Demo tej piosenki nosiło tytuł „Mouldy” („Spleśniałe”), ponieważ riffy były już bardzo stare i długo czekały na wykorzystanie. Utwór zaczyna się jak ballada z narastającym riffem basu i gitary, z Hetfieldem śpiewającym „czystym” głosem, następnie piosenka staje się nieco „ostrzejsza”. Wraz z powstawaniem utworów takich jak „Hero..” zespół coraz bardziej oddalał się od heavy metalu i zbliżał do mainstreamu.
Do piosenki powstał teledysk. Przedstawiono w nim historię typowego młodego człowieka bez pracy siedzącego przed telewizorem, topiącego swoje problemy w alkoholu.
Tekst utworu jest o ciemnej stronie kultu bohaterów, którzy mają to do siebie, że zawsze zawodzą. Tekst opowiada o bezgranicznej miłości rodziców do swoich dzieci i ich obawach, że bohaterowie na jakich wzorują się ich dzieci nie są dobrymi przykładami do naśladowania.
Piosenka bardzo rzadko grana jest na koncertach zespołu, weszła jednak w skład koncertu z orkiestrą symfoniczną 21 kwietnia 1999 i zarejestrowana na albumie S&M.

## Twórcy
- James Hetfield – gitara rytmiczna, śpiew
- Lars Ulrich – perkusja
- Kirk Hammett – gitara prowadząca
- Jason Newsted – gitara basowa
- Bob Rock – producent

## Lista utworów

### CD 1
1. „Hero Of The Day” – 4:22
2. „Overkill” – 4:07
3. „Damage Case” – 3:53
4. „Hero Of The Day” (Outta B Sides Mix) – 6:34

### CD 2
1. „Hero Of The Day” – 4:22
2. „Stone Dead Forever” – 4:52
3. „Too Late Too Late” – 3:12
4. „Mouldy” (Hero Of The Day – Early Demo Version) – 5:23